# XXIII Reunião Ordinária do Conselho do Mercado Comum
A XXIII Reunião Ordinária do Conselho do Mercado Comum ocorreu nos dias 05 e 06 de dezembro de 2002, na cidade de Brasília.

## Participantes
Representando os estados-membros
- Fernando Henrique Cardoso
- Eduardo Duhalde
- Jorge Batlle
- Luis Ángel González Macchi

## Decisões
A reunião produziu 16 decisões, incluindo a assinatura do Acordo para Residência de Nacionais de Estados Partes do Mercado Comum do Sul, Bolívia e Chile, que assegura aos nacionais de estados partes do Mercosul o direito de residir no território de outro estado-parte sem maiores entraves burocráticos ou legais.